# ハイチ文学
ハイチ文学（ハイチぶんがく、ハイチ・クレオール語:Literati ayisyèn、フランス語:Littérature haïtienne）の知識人は連続し、または同時にフランス、イギリス、アメリカ合衆国、そしてアフリカの伝統に向かった。同時に、ハイチの歴史に現れた英雄、激動、無慈悲、儀式は常に文学にとっての豊かな着想の源となった。

## 19世紀
18世紀において、入植者は叙景的、または政治的な作品をフランスで出版した。ハイチ文学はその起源を国家の独立に持っている。
1804年にフリニョーの戯曲『ハイチの追放者』はその嚆矢となった。しかし、勃興した支配階級と知識人のエリートはフランス文化の下にハイチを留め置こうとしていた。文学は激しい独立の偉業を血脈として愛国的に発達した。19世紀を通して、継続的に文学潮流はフランスからもたらされた。古典主義、ロマン主義、高踏派、象徴主義などがそれである。この時期の著名な作家としてはアントワーヌ・デュプレ（en:Antoine Dupré ,1782-1816）ジュスト・シャンラット（en:Juste Chanlatte ,1766-1828）、フランソワ・ロマン・レリソン（en:François Romain Lhérisson ,1798-1859）、そして雑誌L'Abeille haïtienne を創刊したジュール・ソリム・ミルサン（en:Jules Solime Milscent ,1778-1842）などが挙げられる。
この時期の激しい文学的な騒ぎは、Le Républicainや後年のL'Unionのような新聞が初期のロマン主義作家にページを提供したことである。1819年に創刊されたL'Observateurはロマン主義的な詩を刊行した。1836年にロマン主義詩人のイニャス・ノー（en:Ignace Nau,1808-1845）とコリオラン・アルドゥアン（en:Coriolan Ardouin,1812-1838）によってCénacleと名乗るグループが設立された。後にはオスワルド・デュラン（en:Oswald Durand,1840-1906）とマシヨン・コワクー（en:Massillon Coicou, 1867-1908）がこの運動を代表した。
演劇業界はフランスにおけるメロドラマの出現と同様に豊かかつ重要であった。詩劇、悲劇、喜劇、流行やより趣向を変えたものが反映された作品など全てのジャンルが上演された。
19世紀の終わりには、ハイチ文学はフランス語の威光に満ち、ほぼ特権的にパリを向いていた。フランス語を解す少数派に触れるのみで、強い愛国的要素にもかかわらずハイチ人の日常生活は無視された。

## 20世紀
20世紀はペチオン・ジェローム（en:Pétion Gérome）の創刊した雑誌『ラ・ロンド』（La Ronde）によって開かれた。この私的かつ繊細な流派 (Etzer Vilaire, Georges Sylvain) の詩人たちにとって文化的な準拠先はまだフランスであった。この流派は20世紀初頭のダンテ・ベルガルド（en:Dantès Bellegarde）やイダ・フォーベール（en:Ida Faubert）のような詩人を通して続いた。
1915年に始まったアメリカ合衆国によるハイチ占領とそれに伴う農民の反乱は、占領に屈服せざるを得なかったハイチの知識人に衝撃をもたらした。それまでハイチ人はムラートのエリートと黒人のエリートに分裂しながらも、双方とも黒人農民の文化を侮蔑していたが、その関係はアメリカ軍の占領によって根本的に再考されたのである。「平手打ちの世代」（génération de la gifle）は引き続いて好戦的な文学雑誌を創刊した。La Revue de la ligue de la jeunesse haïtienne (1916)、 La Nouvelle Ronde (1925)、 La Revue indigène (1927)がそれである。とりわけジャン・プライス＝マルス（1876年 - 1969年）はハイチのエリートに対して農民文化やヴードゥーの再考を訴え、『おじさんはかく語りき』（1928年）で示されたその視点は既存支配層からの反発を受けながらも、若き知識人に多大な影響を及ぼした。プライス＝マルスはジャック・ルーマンと共にアンディジェニスム（土着主義運動）を開始し、ジャック＝ステファヌ・アレクシスらの後の文学者はこの流れから生まれている。抵抗は口承文学、物語、伝統、伝説にも表現された。
同じ頃、社会リアリズムがジャック・ルーマン（Gouverneurs de la rosée, 1934によって知られる）とルネ・ドゥペストル（en:René Depestre）によって推進された。小説はハイチの農民生活の暗黒を描いた。ステファン・アレクシ（en:Stephen Alexis）、ルネ・ドゥペストル、ジェラルド・ブロンクールは1945年に雑誌『ラ・ルシュ』（La Ruche）を創刊した。
1946年に、パリの文化事務局長によってアンドレ・ブルトンが指名され、ハイチ人の知識人との関係を築いた。また、ハイチの隣国キューバの文学者であり、魔術的リアリズムの先鞭を担ったアレホ・カルペンティエルは、1949年の『この世の王国』でハイチ革命を描いている。
レスコー政権に反対する学生のストライキの最中に、特にルネ・ドゥペストルによって率いられた彼等の演説は反乱を正当化した。しかし、シュルレアリストのハイチ文学への影響は小さなものに留まった。例を挙げるなら、グリオの協力者マグロワール・サン＝オード（en:Magloire Saint-Aude）が率直に主張した。
1950年代のルネ・ドゥペストルとジャック・ステファン・アレクシのréalisme merveilleuxはより有益だった。現代ハイチ文学はラテンアメリカ文化の一部である。

## ハイチ人のディアスポラ
デュヴァリエ時代に多くのハイチの知識人が出国した。いわばディアスポラの作家が好戦的な文学、記憶の中のハイチを述べること、苦しむこと、そして祖国を離れた自責感に没頭した。ジャン・メテリュスのLouis Vortex (1992, réédition 2005) のような本は、在住国おけるハイチ人亡命者の日常生活を描いている。多くのハイチ人がもはやハイチに暮らさず、必ずしも彼等の祖国について書く必要がなくなった時に、ハイチの作家たる要件は定義し難くなっている。

## 言語問題
クレオールの誕生には二つの前提が存在し、クレオール語の歴史は深く植民地化に繋がっている。ある指摘によればクレオールは異なるコミュニティ間のコミュニケーションを図るための必要性から生まれた。この理論によれば、ハイチ・クレオール語は17世紀に奴隷となったアフリカ人、バッカニア、私掠船員、ヨーロッパ人入植者が共に暮らしていたトルトゥーガ島で発展したことになる。もう一つの理論の指摘によれば、クレオールはポルトガルのアフリカ大西洋岸植民地にて15世紀に誕生し、奴隷貿易によって「輸出」されたとのことである。
何れにしても200以上のクレオール語やクレオール語に関連した言語が存在する。英語、ポルトガル語、スペイン語、オランダ語、フランス語の何れに基づいているかにかかわらず、ハイチではクレオール語は共通の記憶の言語であり、抵抗の象徴である。クレオール語は物語、歌、詩（サン＝ジョン・ペルス、エメ・セゼール、デレク・ウォルコット）、小説（パトリック・シャモワゾー、ラファエル・コンフィアン）などに散見される。
ハイチの独立にもかかわらず、フランス語は国家の公用語として留まり続けた。フランス語は偉大な文化的威信を持つ言語であり、エリートによって話されたが、クレオール語は20世紀後半まで文学的なフィールドには用いられなかった。1930年代のアンディアニストとネグリチュード運動（ハイチではジャン・プライス＝マルスによって実現された）はアンティル諸島人のアフリカ的起源を強調し、人身売買と後の植民地化によって失われたアイデンティティとして与えた。しかし、彼等にとって、クレオール語とは未だに奴隷の不純な言葉だと考えられたのであった。
彼等を継いだクレオリテ運動はクレオール語を再建し、クレオールはもはや奴隷の言葉であるのみならず、「我らが共に生きるためになしえたもの」となった。フランス語からクレオール語へ、du français vers le créole,あるいは二つの言語間の対話となるこの転換はハイチ文学によってもたらされた。
クレオール語は詩とドラマにおいて頻繁に用いられる。例を挙げるならば、フランケチエンヌは戯曲をクレオール語のみで書いた。口語では、クレオール語は特にこれらのジャンルに現れる（たとえ多くのハイチ人がクレオール語を話し、理解するとしても、全てがそれを読めるわけではない）。小説においては、二つの言語はしばしば同時に用いられ、新たな独自の書き方を創造している。
どの言語で書くかということは現在の創作文芸において重要な問題となっており、特にハイチに住む作家にとっては顕著である。荒井芳廣は「ハイチにおける声の文化と民俗学的修辞学の可能性」『ラテンアメリカ・カリブ研究』第6号、1999年でハイチにおける民衆の文学的機能はクレオールでの口頭文化によって担われてきたとして「声の文化」と呼び研究の可能性を示唆している。

## 現代の作家
ハイチ在住者
- フランケチエンヌ（Frankétienne,1936 -)
- リオネル・トゥルイヨ（en:Lyonel Trouillot,1956 -)
- ガリー・ヴィクトール（en:Gary Victor,1958 -)

アメリカ合衆国、またはカナダ在住者
- フェリクス・モリソ＝ルロワ (1912 - 1998)
- アンソニー・フェルプス（en:Anthony Phelps,1928 -）
- エミール・オリヴィエ（en:Émile Ollivier (writer),1940 – 2002）
- ジョルジュ・アングラード（Georges Anglade1944 - 2010）
- ダニー・ラフェリエール（en:Dany Laferrière,1953 -）
- マリー＝セリー・アニャン（en:Marie-Célie Agnant）
- スタンリー・ペーン（en:Stanley Péan,1966 -）
- エドウィージ・ダンティカ（en:Edwidge Danticat,1969 -）

フランス在住者
- ルネ・ドゥペストル（en:René Depestre,1926 -）
- ジャン・メトリュス（en:Jean Métellus,1937 -）
- ジャン＝クロード・シャルル（en:Jean-Claude Charles,1949 -）
- ルイ＝フィリップ・ダランベール（en:Louis-Philippe Dalembert,1962-）

## 日本語訳されたハイチ文学
- ステファン・アレクシ『太陽将軍』里見三吉訳、新日本出版社、1965年、全2冊
- エドウィッジ・ダンティカット『息吹、まなざし、記憶』玉木幸子訳、DHC、2000年5月。
- エドウィージ・ダンティカ『クリック? クラック!』山本伸訳、五月書房、2001年1月。
- エドウィージ・ダンティカ『アフター・ザ・ダンス―ハイチ、カーニヴァルへの旅』くぼたのぞみ訳、現代企画室、2003年8月。
- フランケチエンヌなど『月光浴―ハイチ短篇集』立花英裕など訳、国書刊行会、2003年11月。
- エドウィージ・ダンティカ『愛するものたちへ、別れのとき』佐川愛子訳、作品社、2009年12月。

## 脚註
1. ↑  立花(2007:114)
2. ↑  立花(2007:114-115)
3. ↑  立花(2007:115-116)
4. ↑  立花(2007:117)
5. ↑  "celle qu'on a fabriquée ensemble pour survivre"